# Paul Joseph Cohen
|  | No s'ha de confondre amb Paul Cohn. |

Paul Joseph Cohen (Long Branch, Nova Jersey, 2 d'abril de 1934 – Palo Alto, Califòrnia, 23 de març de 2007) va ser un matemàtic estatunidenc.

## Primers anys
Paul Cohen va néixer a Long Branch, Nova Jersey en el si d'una família jueva. Es va graduar el 1950 en la Stuyvesant High School de Nova York. Posteriorment va estudiar en el Brooklyn College de 1950 a 1953, que va deixar abans d'acabar per traslladar-se a la Universitat de Xicago. En ella va obtenir el Master el 1954, i el títol de doctor el 1958 sota la direcció d'Antoni Zygmund amb la seva tesi Topics in the Theory of Uniqueness of Trigonometric Sèries.
El 1957, abans de la concessió del seu doctorat, Cohen va ser designat instructor a la Universitat de Rochester per un any. El 1958 va estar en l'Institut Tecnològic de Massachusetts, de 1959 a 1961 es va anar a l'Institut d'Estudis Avançats de Princeton. El 1961 va ser nomenat professor associat de la Universitat Stanford, sent promogut a professor titular allí el 1964. El 1966 li van concedir la medalla Fields al congrés internacional de matemàtics a Moscou per al seu treball fonamental sobre els fonaments de la teoria de conjunts.

## Treball
Cohen va ser reconegut per inventar una tècnica matemàtica anomenada forcing i usar-la per demostrar el 1963 que ni la hipòtesi del continu (HC) ni l'axioma de l'elecció (AC) poden demostrar-se a partir dels axiomes estàndard de la teoria de conjunts, els axiomes de Zermelo-Fraenkel (ZF). Unit al treball previ de Gödel el resultat obtingut per Cohen demostrava que tant l'afirmació de HC com la seva negació eren independents de ZF. És a dir, aquests dos axiomes HC i AC no poden ser ni provats ni refutats a partir dels axiomes ZF. En aquest sentit, HC es diu indecidible i és probablement l'exemple més famós d'una afirmació natural independent dels axiomes convencionals de la teoria de conjunts. El problema de la hipòtesi del continu era el primer problema dels 23 famosos problemes de Hilbert presentats al segon congrés internacional de matemàtics a París el 1900. En la seva famosa presentació Hilbert va desafiar a matemàtics a solucionar aquests problemes fonamentals, i Cohen té la distinció de solucionar el problema 1.
Aquest treball sobre la HC li va valer a Cohen la medalla Fields el 1966 i la National Medal of Science en 1967. Igualment va ser premiat amb el Premi Bôcher en 1964 pel seu article titulat "On a conjecture of Littlewood and idempotent measures". A més del seu treball sobre teoria de conjunts, Cohen ha treballat en equacions diferencials, lògica, àlgebra, topologia i teoria de nombres. Va entrar a formar part del claustre de la Universitat Stanford el 1961, on va aconseguir plaça de professor en 1964, dirigint allí el treball de Peter Sarnak, entre d'altres.